# Wacław oławski
Wacław oławski (ur. ok. 1400, zm. między lutym a 28 maja 1423) – książę oławski z dynastii Piastów.
Drugi syn księcia lubińskiego Henryka IX i Anny, córki księcia cieszyńskiego Przemysława I Noszaka.
Po śmierci Henryka IX, między 9 stycznia 1419 a 5 kwietnia 1420, Wacław wraz z bratem Ludwikiem III objął władzę w Oławie i Niemczy.